# Alchemilla vinacea
Alchemilla vinacea es una especie de planta del género Alchemilla, perteneciente a la familia Rosaceae.

## Taxonomía
Alchemilla vinacea fue descrita por Serguéi Yuzepchuk en 1951.

## Distribución
Se encuentra en el territorio de Crimea.